# ARA Veinticinco de Mayo (C-2)
«Вейнтісінко де Майо» (ісп. ARA Veinticinco de Mayo (C-2)) - важкий крейсер типу «Вейнтісінко де Майо» ВМС Аргентини середини XX століття.

## Історія створення
Крейсер «Вейнтісінко де Майо» був закладений 29 листопада року на верфі «Cantiere navale fratelli Orlando» у Ліворно. Спущений на воду 11 серпня 1929 року, вступив у стрій 11 липня 1931 року. Корабель був названий  на честь дати початку Травневої революції.

## Історія служби
Крейсер разом з однотипним «Альміранте Браун» був прийнятий аргентинською командою у Генуї 27 липня 1931 року. Обидва кораблі прибули до Аргентини 15 вересня того ж року.
Крейсер не брав участі у бойових діях, оскільки під час Другої світової війни Аргентина залишалась нейтральною. Проте у період з 22 серпня по 14 грудня 1936 року він забезпечував евакуацію громадян Аргентини під час громадянської війни в Іспанії. 
У 1959 році крейсер був виведений в резерв, 24 березня 1960 року виключений зі складу флоту і у 1962 році проданий на злам в Італію.